# Escrache
Escrache es el nombre dado en Argentina, Colombia, España, Paraguay, Uruguay y Venezuela a un tipo de manifestación en la que un grupo de activistas se dirige al domicilio, lugar de trabajo o en lugares públicos donde se reconozca a alguien a quien se quiere denunciar. Se trata de una palabra en jerga para referirse a un método de protesta basado en la acción directa, que tiene como fin que los reclamos se hagan conocidos a la opinión pública.
La palabra nació en su uso político en 1995 en Argentina, utilizada por la agrupación de derechos humanos HIJOS para denunciar la impunidad de los genocidas del proceso liberados por el indulto concedido por Carlos Menem.
En España, el uso de este término se generalizó a partir de marzo de 2013 para referirse a las protestas de acción directa de la Plataforma de Afectados por la Hipoteca.
En Venezuela a partir de las protestas de abril del 2017, se ha usado para referirse a la acción de ciudadanos venezolanos que se han reunido para increpar a figuras públicas asociadas al oficialismo, quienes han ocupado cargos públicos en la administración del presidente Hugo Chávez y Nicolás Maduro; hechos acontecidos dentro y fuera de Venezuela. El escrache realizado por parte de venezolanos en distintas partes del mundo como Caracas, Madrid, Australia, Miami, Barcelona, París, Buenos Aires, Suiza, Italia, el Líbano y Nueva York, se ha dado a representantes del gobierno (ministros, embajadores, políticos) incluso a sus familiares y personas ligadas a estos.
En Chile estas acciones son conocidas como funa. En Perú, con una connotación más simbólica, su versión se llamó roche y sus activistas firmaban como "El roche".

## Etimología
Las principales fuentes establecen el origen de la palabra escrache y el verbo escrachar del término inglés scratch, que quiere decir rasguño, herida, raspar. Así lo señala el Diccionario de americanismos de la RAE, que coloca como primera definición "Arañazo, rasguño", para luego definirlo como la acción que es materia del artículo. Se relaciona, a su vez, con los vocablos del inglés antiguo scratten (rayar) y crachen (romper). No obstante, se pone en duda que éste sea un origen válido para el concepto rioplatense, toda vez que el lunfardo tiene poca o nula aportación del inglés a su vocabulario, y lo sitúan en términos italianos o genoveses.
Otras fuentes, en cambio, sitúan en las lenguas occitanorromances el registro del verbo escrachar, antiguamente escratchá del occitano. En las etimologías y nombres usados entre los siglos XI al XVI, sobre las variaciones de la lengua francesa, se incluye la palabra escrache con las acepciones de gale, rogne y farcin. Gale, «acto sexual». Rogne, uso familiar de «cabreo», «estar calenchu», «desorden», sinónimos de «rabieta», «estar furioso», «estar indignado», etc. Farcin o farcy, «muermo», «úlcera», todo en alusión a un contexto concreto y de significado histórico mucho más amplio, el de las sanciones a la conducta humana mediante las imprecaciones medievales:

Toi fierge Nostre Seignor de la plaie de Egipte, et la partie de ton cors dont les estrounts sont portez, á escrache et á mangue issint que tu ne poes estre garis.
Glossaire de la Langue Romane, 1808.

### Derivaciones
Escrachar pasó desde el romance como escracar, que en lemosín significaba popularmente «pelar» o «descascarillar» referido a frutos secos como la nuez, fig. «romper». Después del siglo XVI escracar pasa al francés como «tussiendo spiritum emictere», quedando fijado en el verbo cracher, antiguo cra-ché, «escupir» o «crachar» del latín sputāre o screare equivalente a cracher. 

Sain est au feu uriner, di cracher se fault garder.
Sano es en el fuego mearse, de escupir es menester guardarse.
Refranes o Proverbios en romance, 1621.

En sentido lato figurativo cracher, en la acepción francesa de 1743, significaba el acto de «reprochar con malos modos». En 1803 significa «afrentar», «hacer burla y escarnio», «escracho»,  siendo esta la definición más cercana a los eventos que en la actualidad se conocen como ESCRACHE. En 1838 se traducía del francés al español como sorrostrada, de so y rostro, «insolencia», «descaro», «claridad» y en locución verbal significa decir oprobios, echar en cara algo que dé pesadumbre.
En piamontés (dialecto neolatino galo-itálico del norte de Italia, derivado directamente del latín y no de dialecto de la lengua italiana oficial), también existe el verbo "scracé" (pr. escraché), en el sentido de "escupir" y "scracc" (pr. escrach) significa "escupida".
 
En ligur (otro dialecto neolatino galo-itálico), "scracà/scracar" y "scracu" tienen el mismo significado.

En toscano, las palabras correspondientes son "scaraccare/scaracchiare/scraccare/scracchiare" y "scaracco/scaracchio/scracco/scracchio".
La forma italiana oficial es "scaracchiare" y "scaracchio".
 
En el sur de Italia, están atestiguadas formas como "scalcà" y "scalc" (Potenza, Basilicata).

### Hipótesis americanistas
Es notoria la gran dificultad de obtener etimologías precisas de los denominados americanismos, por ello diversos autores han dado varias hipótesis incompletas o inconexas sobre su origen, desde la certeza que escrachar presenta un significado muy propio en Argentina y Uruguay y entre ellas:
- Dellepiane registra escrachar como retratar, escribir, anotar.[27]
- Teruggi dice que del italiano scaracio, escupitajo. Esta variante se encuentra en las letras de los tangos de la década de 1920.
- El lingüista Roberto Bein lo deriva del genovés "scraccé", como sinónimo de fotografía, especialmente retrato del rostro y que de esta acepción pasó a significar cara y, especialmente, cara fea. De allí derivó el verbo escrachar con el significado de retratar y, más recientemente, mandar al frente.[28]
- La de Marcos A. Morínigo y otros que lo hacen derivar del inglés to scratch que significa raspar (el billete usado en la estafa se raspaba para modificar su número), arañar, rascar, rasguñar.[29]

## Usos en el acervo popular
De la época del Virreinato del Perú y del proceso secuencial de su desmembrado procede el nexo cultural del español rioplatense presente en los ámbitos de Argentina y Uruguay. Así son usados popularmente con idéntico significado los vocablos castizos escrache y  escracho que por demás también funcionan como sinónimos. 
En el acervo popular escracho significa el rostro o la fisonomía que está o que puede llegar a estar fea, extensivamente una cosa, un suceso, un asunto o negocio, que se relata con cierta comicidad dramática. En el diccionario de argentinismos de 1911 es escuetamente un esperpento.

### Escracho en la literatura castiza
El lunfardismo escracho es de antigua data en el Río de la Plata y ya era mencionado en 1879 por Benigno B. Lugones en sus Bocetos policiales. El texto revela el mundo del delito a través de una clasificación de los ladrones urbanos (el punguista, el escruchante, el beabista) y los tipos de estafas, pero también por medio de un estudio pionero del argot utilizado por aquellos, el lunfardo. Personajes típicos de esta picaresca se incluyeron en la obra teatral Moneda Falsa, del dramaturgo Florencio Sánchez.

### Escrache en la prensa escrita
Uso de la acepción en 1907 para efectuar un retrato público de alguna persona en la prensa escrita, donde previamente subyacia algún drama notorio, aquí el escrache se significa mediante la acción combinada de una reseña burlesca unida a una fotografía individual, en la cual también se denota el ridículo de los sujetos a escrachar, similar a escarnecer al tonto del pueblo:

Todo lo cordobés está en el caso de que se le divulgue, de que se le pregone, de que se le cante, de que se le escriba, de que se le escrache, así lo bueno como lo malo, lo docto como lo analfabeto, lo social como lo insociable, lo fúnebre como lo divertido, lo religioso como lo librepensador. Además, lo merece, porqué en Córdoba hay de todo: cunas para primeros mandatarios, locos de remate y gallos con cuernos, sin contar con el dique San Roque, que es la pileta mayor del mundo. (...) ¿Y quiénes son estos? Podríamos contestar: «doctores tiene la universidad de Córdoba, que os sabrán responder». Pero nos sentimos con fuerzas para responder por la nombrada provincia, y vamos a precisar mejor. 
- Telmo Sánchez... ¡Qué cabeza la de Telmo Sánchez! Ha resuelto el problema de la «aviación aérea», sin ayuda de nadie, él solo. Es un invento colosal el suyo, y si no fuera lo del tornillo, pues dice Sánchez que le falta un tornillo para terminar el aparato, ya le veríamos volar como una bomba explosiva. 
- ¿Y el loco de las sandías? Ninguno de ustedes puede imaginarse lo sandio que es este hombre. Dice que le va a enviar una comunicación al doctor Piñero, llamándole colega y manifestándole que, según sus experimentos más recientes, hay que comer crudas las sandías, y apoya su afirmación en la fórmula siguiente: A + B x 5 = 46 pares de alpargatas.
- Del «mudo de la melena» nada hay que decir malo, aunque gasta melena. En Córdoba le quieren mucho y le dan comida gratis. 
- «La medio litro», es una buena mujer que discurre por las calles de la docta ciudad, y a quien llaman de aquel modo porque no le tienen respeto de ninguna clase. 
- Don Francisco Valera, es un maniático religioso que propuso su candidatura para arzobispo de Cosquín. No le llevaron el apunte porque nadie es profeta en su tierra. Actualmente, para desquitarse, está escribiendo un libro de misa, dividido en tres partes: primera, segunda y tercera.

Artículo sobre tipos populares en Córdoba (provincia Argentina), 1907.

### Políticos
En el contexto de las Revoluciones sociales, particularmente en los conventillos, durante la llamada guerra de los inquilinatos en la cual se enfrentaban las bandas vecinales de Barcelo, Ruggerito, Cubillas, Disseo y Juan Carlos Gerco ya se usaba esta palabra como parte de la jerga política:

Debido a que les aumentaron los alquileres, los inquilinos de los conventillos Ituzaingó, 255, 279 y 325, declararon el boycot a los recibos de aquellos. El ejemplo cundió en varios conventillos más, que se incorporaron alborozadamente a la huelga. El primero fue el de la calle Uspallata, 449, y tras él se levantaron «Las catorce provincias» y «La cueva negra» del barrio del sud. (...) Se produjo una algarabia muy interesante. Los más furiosos proferian gritos de rebelión, tales como «¡los caseros a Bibiloni!», «¡abajo los alquileres y toda su cría!», «¡viva el hombre libre en el conventillo libre!». (...) El encargado del conventillo, míster Natalio Tinelli, se caló el funghi en señal de duelo y se fue a buscar un vigilante. Vea, le dijo, la plebe y la fotografía me han violado el conventillo, y aquí están dele mete batuque y dele escrachar.
Caras y caretas (Buenos Aires). 21-9-1907, n.º 468.

## Académica
La Academia Argentina de Letras, en su Diccionario del habla de los argentinos, define "escrache" como una "denuncia popular en contra de personas acusadas de violaciones a los derechos humanos o de corrupción, que se realiza mediante actos tales como sentadas, cánticos o pintadas, frente a su domicilio particular o en lugares públicos". Según la misma academia, el vocablo "escrache" es el resultado del cruce de las voces "escracho" (en su acepción de "fotografía de una persona") y "escrachar" (en su acepción de "romper, destruir, aplastar"). En el acto del escrache se identifica al escrachado mediante fotografías de él a la vez que se rompe o destruye la falsa honra del objeto de condena.
El Diccionario de americanismos de la Asociación de Academias de la Lengua Española define la palabra con tres acepciones, la primera como arañazo o rasguño, utilizada en Estados Unidos; la segunda como manifestación popular de denuncia contra una persona pública a la que se acusa de haber cometido delitos graves o actos de corrupción y que en general se realiza frente a su domicilio o en algún otro lugar público al que deba concurrir la persona denunciada, utilizada en la Argentina y Uruguay; y la tercera Situación desairada en la que se deja a alguien, utilizada de igual forma en la Argentina y Uruguay. El diccionario de la RAE, en cambio, no recoge la palabra "escrache" en sus artículos. Sí recoge "escrachar" como un coloquialismo de Argentina y el Uruguay del que registra dos acepciones: "romper, destruir, aplastar" y "fotografiar a una persona".

### Estudio delescracheen la escuela pública
En la materia Política y Ciudadanía, de la escuela secundaria de la Provincia de Buenos Aires se incluye al escrache dentro de los temas de estudio. Preguntado sobre ello el ministro de Educación provincial Mario Oporto declaró respecto de cuando fue escrachado en 2001: “Me dañaron mucho a mí y a mi familia. Me sentí violado y lo recuerdo como uno de los peores momentos de mi vida pública. Pero forman parte de mi pasado, no puedo negarlos” y agregó que considera al escrache como “una forma de participación política”, tal como lo define el programa para secundarios, de la misma manera que existen formas de presión o de acción que inciden en la política. Agregó que su inclusión en el programa de estudios forma parte de un intento de entender la sociedad democrática en la que se vive y que es un ejemplo más entre muchos, como la marcha del silencio que en países como Argentina trascendiera a partir de crímenes resonados o los grafitis, que popularizaron con tono irónico agrupaciones como Los Vergara que, en Buenos Aires, irrumpieron en las paredes cuando aún estaba la dictadura en el poder,  pero nadie va a enseñarle a los alumnos a hacer un escrache. El ministro agregó que su estudio solo sirve como ejemplo ...

... de que el escrache (sirve) para amedrentar, para quitar libertad o como forma de intolerancia, prejuicio o discriminación es uno de los males de la sociedad. Los alumnos deben reflexionar y sacar conclusiones para entender que los conflictos se resuelven en la Justicia y no con un escrache. Y si no toco ese tema en el aula es imposible llegar a ese punto. Quiero que los padres sepan que yo sancionaría a un docente que enseñe cómo se hace un escrache.

## Reivindicaciones
Aunque no a todo lo que es propiamente un escrache se lo haya denominado siempre así, resulta reconocible por sus rasgos genéricos y conceptuales: 

### Casos notorios y previos a la acuñación del término
En el Perú, a mediados del siglo XX es frecuente el uso de la palabra "roche" (verbo arochar), haciendo referencia a las actividades de acusar, acosar y avergonzar a alguna persona o institución. Esta palabra impide que en el uso cotidiano se emplee la palabra escrache.
Popularmente, se decía: "se le puede arochar" o "hay que hacerle roche", para intentar desenmascarar y abatir la insensibilidad de alguien que pretendía no mostrar vergüenza por haber efectuado alguna acción equivocada o controversial. 
Décadas antes de que se acuñara el término "escrache", en los años 1960 los cazanazis, como Serge y Beate Klarsfeld, realizaron algunas campañas históricas de búsqueda y denuncia en diversos países de Europa y América de Sur contra ex nazis que no habían sido condenados, y que resultaron exitosas en muchos casos. Las campañas de acoso incluían reunir a un número de activistas de derechos humanos con diversos letreros y pancartas para presentarse en el domicilio del sujeto (objeto de la protesta), o en algún punto de su trayecto cotidiano, acusándole de sus crímenes contra la humanidad; también se seguía a la persona haciéndole preguntas y filmando sus reacciones. En muchos casos se consiguió que fuesen capturados, juzgados y condenados.

### Modalidad desde 1995
La palabra fue utilizada nuevamente con fines políticos desde 1995 por la agrupación de derechos humanos HIJOS, en la época en que procesados por delitos cometidos durante el Proceso de Reorganización Nacional habían sido puestos en libertad por el indulto para denominar las manifestaciones realizadas en las inmediaciones del lugar donde vivía el genocida, y mediante cánticos, música, pintadas, representaciones teatrales, se avisaba a la población vecina que vivían en la cercanía de un criminal que habían sido condenados por el terrorismo de Estado.
- Teatro callejero en el domicilio (a Leopoldo Galtieri, expresidente de facto argentino).
- Pintadas con aerosol en acera y frente de domicilio (a Miguel Ángel Espósito, Juan Ojeda, ambos expolicías).
- Arrojar huevos y verduras en mal estado al frente de domicilio (a exdirectivos del quebrado Banco Patricios).
- Colocar pancartas y pasacalles en calles cercanas al domicilio.
- Parrilla frente al domicilio (choriceada a Domingo Felipe Cavallo, exministro de Economía).
- Manifestación pública en domicilio y/o lugar de trabajo.
- Volanteada.
- En Perú Coros Populares, como el Coro Taka Liente, interpretaron sonatas frente a la casa del entonces presidente Fujimori.

## Apoyos

### Argentina
Desde la Agrupación HIJOS, sostuvieron que el escrache es utilizado como un método de participación social cuando hay un contexto de impunidad, donde no existe la posibilidad de una condena judicial de personas que han sido demostradas como culpables de delitos de lesa humanidad. Así, "si se ordena el escrache sólo para dar respuesta a la exigencia de justicia, ésta no necesita justificación."
Al respecto la agrupación HIJOS creó el lema: "Si no hay Justicia, hay escrache". Además, dictaminó que lo más importante acerca de los escraches era la condena social de los militares, por lo que realizaban trabajos previos en los barrios de las viviendas a escrachar, dando a conocer la información del escrachado.

### Chile
Acción dirigida por primera vez en 1999, por Acción, Verdad y Justicia (HIJOS-Chile) para denunciar delitos varios durante la Dictadura militar.
Ver artículo principal: Comisión Funa

### España

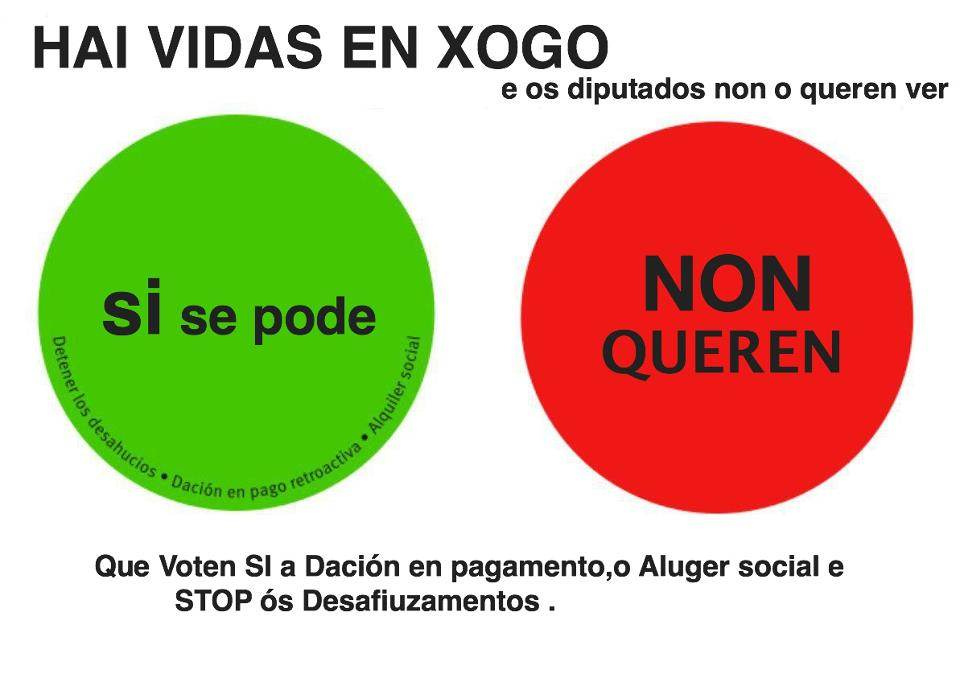
Afiche en gallego de la Plataforma de Afectados por la Hipoteca.

El escrache ha sido utilizado en España por la organización Plataforma de Afectados por la Hipoteca. Los destinatarios de la protesta, que sus organizadores defienden como pacífica, son los diputados que no apoyan la Iniciativa Legislativa Popular presentada por la organización defensora de DDHH, con un apoyo de un millón y medio de firmas, superior al mínimo exigido que es de medio millón.
El economista y activista catalán Arcadi Oliveres defiende el escrache como una forma legítima y necesaria de expresar a los diputados las demandas de la ciudadanía, especialmente en los países donde los diputados no tienen un horario de atención a los ciudadanos en sus despachos (como es el caso de España, hasta la fecha de abril de 2013).
El periodista y escritor Isaac Rosa defiende el escrache como el último recurso de los abandonados por el sistema.

[H]ace tiempo que en esta partida alguien dio un puñetazo sobre la mesa, cambió las reglas y rompió la baraja. Y no fue la PAH. Al contrario, los antidesahucios no han empezado por los escraches, sino que antes de llegar hasta aquí han ido subiendo todos los escalones previos: confianza en el sistema (que los dejó tirados), denuncias en los juzgados (pero la ley hipotecaria los desamparaba judicialmente), peticiones a los gobernantes (oídos sordos), manifestaciones (ignoradas o reprimidas), paralización de desahucios (recibiendo a cambio más policía), recogida de firmas y presentación de una ILP (que el PP se resistió a admitir a trámite, y piensa rechazar), y ahora, después de consumir todos los cartuchos anteriores, el escrache.
Isaac Rosa

Según una encuesta, realizada el 3-4 de abril de 2013, los escraches mantienen un alto nivel de apoyo entre los españoles. El 78% de los encuestados está de acuerdo con la campaña de escraches impulsada por la Plataforma de Afectados por la Hipoteca, siempre y cuando esta se lleve a cabo de forma pacífica. Un 68% de votantes del Partido Popular, cuyos dirigentes son el objetivo de los escraches, los justifica. Asimismo, los escraches constituyen un derecho ciudadano amparado por la libertad de expresión para el 68% de los encuestados. Únicamente un 18% considera que este tipo de acciones supone un delito de coacciones contra los representantes políticos.

## Legalidad
Con respecto a la legalidad de los escraches, tres de las cuatro principales asociaciones españolas de jueces entienden que el escrache no es una actividad delictiva, siempre que no haya intimidación o coacción expresa, ya que no es delito por sí mismo manifestarse frente a la puerta de la casa de un político. Según algunos juristas, no hay delito de coacciones en los escraches, ya que "coaccionar es incitar a otro a hacer lo que no quiere y no se ha obligado a ningún parlamentario a votar lo que no quiere votar".
El Presidente del Tribunal Supremo de España, Gonzalo Moliner, en abril de 2013, que se definió a sí mismo como un enamorado de la libertad de expresión y manifestación, defendió a los escraches llevados a cabo por la Plataforma de Afectados por la Hipoteca, de las acusaciones (provenientes principalmente del entorno del Partido Popular), calificándolos como "un ejemplo de la libertad de manifestación", mientras no sean violentos.
Adicionalmente, un juez de Torrelavega legitima un escrache realizado por la Plataforma de Afectados por la Hipoteca al alcalde del Partido Popular al no existir violencia o amenazas.
Respecto el escrache realizado en el domicilio de la vicepresidenta del Gobierno Soraya Sáenz de Santamaría el 5 de abril de 2013 por la Plataforma de Afectados por la Hipoteca, en primer lugar un juez de Instrucción de Madrid archiva la querella al no ver delito en el escrache . y posteriormente, tras presentar la Fiscalía de Madrid un recurso de apelación, la Audiencia Provincial de Madrid desestima este recurso al no ver delito de amenazas y considera el escrache un 'mecanismo ordinario de participación democrática de la sociedad civil y expresión del pluralismo de los ciudadanos'.
 La misma sentencia caracteriza el escrache (que como tal no está tipificado en la legislación) como: "Manifestación de grupos activistas que se dirigen al domicilio o lugar de trabajo de alguien a quien se quiere denunciar y que tienen como fin que sus reivindicaciones tengan repercusión en la opinión pública."
Por su parte, la Audiencia Provincial de Barcelona ratificó en 2015 una condena impuesta en 2010, por el Juzgado de lo Penal de Sabadell, contra los responsables de un escrache que tuvo lugar en la Universidad autónoma de Barcelona, durante una intervención de Rosa Díez. El tribunal entendió que la protesta derivó en desórdenes públicos.

## Opinión y críticas

### Argentina
En algunas ocasiones el escrache es utilizado como una forma de intimidación y acoso público, para lo cual se realizan diversas actividades generalmente violentas. Otros periodistas y escritores han apoyado su utilización solo en contexto de no violencia y como forma de reclamar el juzgamiento de militares asociados a delitos de lesa humanidad.
La metodología de protesta surgió tras la anulación de las leyes de Obediencia Debida y Punto Final, que frenó e impidió los juicios a presuntos genocidas. En 2016 en Argentina reapareció esta metodología cuando diferentes organismos convocaron a escrachar a un represor que integró el Batallón 601 y fue condenado por delitos de lesa humanidad, pero volvió a su casa bajo el régimen de prisión domiciliaria, pese a haber estado prófugo y no sufrir problemas de salud graves.
Los escraches han recibidos críticas desde distintos sectores.
Desde la justicia los constitucionalistas Rabuffetti y Seisdedos coinciden en su legalidad. Mientras que otros juristas, como el Dr Masofilacsia sostienen que están viciados de una derivación del delito contra la propiedad privada
La agrupación peronista MP 26 que responde al intendente de Paraná, Entre Ríos, en un comunicado hizo suyos los conceptos del periodista santafesino particularmente antiperonista Rogelio Alanis en el sentido de que el escrache:

Es la versión politizada de la patota. La patota y el patotero son dos versiones canallas de la vida cotidiana. El escrache es lo mismo que la patota con la sutil diferencia de que los patoteros en este caso se justifican invocando una razón política. El patotero y el escrachador no son diferentes en lo que importa, es decir en el ejercicio de la violencia alevosa y cobarde. Lo que distingue a uno de otro es la retórica disfrazada de ideología  (...) Sin dudas, desde cualquier punto de vista, la actitud cobarde de juntar fuerzas para insultar a alguien en situación de vulnerabilidad, en su hogar, debe ser repudiada (...) El patotero supone que sus acciones no tienen nada que ver con la política; el escrachador se justifica a sí mismo invocando argumentos políticos que transformarían un acto cobarde y miserable en una causa justa. Desde el punto de vista estrictamente político, el escrachador es más peligroso que el patotero porque uno viola el Código Penal mientras el otro viola la convivencia social.

Por su parte el periodista Fabricio Moschettoni señaló que:

Los escraches, provengan de donde sea, son una metodología propia del fascismo que nada tiene que ver con la democracia. El escrache es un método de un autoritarismo atroz, despiadado y repleto de violencia" agregando que "esta metodología era propia de los peores regímenes totalitarios, quienes “escrachaban” a sus víctimas, las “marcaban” para denigrarlas y atormentarlas. En la historia más reciente, los escraches se utilizaron en España, durante la guerra civil y la dictadura de Franco. Allí, los fascistas marcaban a los republicanos. También en plena época del nazismo, en donde se escrachaban primero a los judíos y con el correr de los tiempos se generalizó a homosexuales, gitanos, lesbianas, mendigos, entre otros integrantes de la sociedad “rechazados” por los seguidores del dictador. Hay importantes y muy buenos escritos sobre la condición de autoritarismo expreso del sentido de escrachar, en donde los escrachadores gozan de su poder de fuego contra las víctimas.

En el diario La Gaceta de Tucumán al referirse a la acción llevada a cabo contra el diputado nacional Alejandro Rossi, hermano del jefe de la bancada del Frente para la Victoria, dijo que:

el clima de democracia en el que nos jactamos de vivir, presupone la expresión libre del más amplio arco de opiniones, y la mantención, a todo trance, del respeto al disenso. Es una condición suprema de la vida republicana, y lo que la diferencia tajantemente de los sistemas autoritarios (...). [Los escraches son actitudes que] resultan absolutamente repudiables dentro de un régimen de democracia. Esto aparte del peligro intrínseco que contienen, ya que nadie es capaz de predecir los extremos que podrían alcanzar actos agresivos desarrollados por grupos a quienes domina el enojo. En una nación civilizada, todo ciudadano puede ejercer su derecho a la protesta, ante situaciones o medidas que considera lesivas de sus intereses o de sus ideas. A diario se advierte que tal derecho es ejercido en plenitud en nuestro país, aun cuando en ocasiones llegue a adquirir demasiada vehemencia. Pero otra cosa es que la protesta y el repudio salten ese marco insoslayable que deben tener, y que está constituido por las normas que rigen la convivencia pacífica y razonable del cuerpo social. Atacar e injuriar a las personas, dañar sus casas o sus bienes, es algo que no puede admitirse bajo ningún punto de vista" (...). [Estas acciones] apelan a los costados más primitivos y riesgosos de los impulsos humanos, y significan un desprecio tanto hacia las personas como hacia los mecanismos e instituciones de esa democracia que decimos practicar. Esto además de desacreditar de raíz los objetivos que proclaman los agresores. Sería deseable que semejante modalidad desaparezca para siempre y con urgencia de la vida nacional. No hace ningún favor, sino todo lo contrario, a la vigencia del clima de respeto mutuo, que todo ciudadano consciente y civilizado se siente en el deber de respetar."

Periodistas como Mariano Grondona  ha escrito artículos críticos sobre los mismos, mientras que otros como Joaquín Morales Solá los ha en determinados momentos criticado y en otros justificado dependido a la víctima del escrache: En 2017 tras el escrache del diputado Martín Lousteau, el periodista de La Nación y TN Joaquín Morales Solá mostró dos líneas editoriales diametralmente opuestas en los escraches hacia Lousteau y hacia el exministro Axel Kicillof, repudiando el escrache a Lousteau, mientras justificó el escrache que sufrió Axel Kicillof entonces viceministro de Economía cuando fue escrachado por algunos pasajeros cuando viajaba en clase turista en un buque de Buquebús, mientras tenía a su hijo en brazos. Sin embargo Solá había afirmado en otras ocasiones que "el 'escrache' es un método detestable usado por el nazismo.
Según Mariano Grondona el escrache es:

una agresión física que no llega a ser cruenta contra aquellas personas a las cuales sus agresores procuran menoscabar simbólicamente delante de la sociedad (...). Vengan de donde vinieren, los escraches suelen recibir una serie casi unánime de condenas. Son escasos los que dicen 'apruebo tal o cual escrache' porque en tal caso estarían confesando abiertamente que adhieren a una forma de acción directa reñida con la democracia (...) Cuando el que comenta un escrache siente antipatía por quienes lo cometieron, su condena es categórica. Pero, cuando siente simpatía por ellos, generalmente sostiene que, aunque los 'condena', los 'comprende'".

Periódicos como La Nación, de tendencia conservadora, también han criticado los escraches, como por ejemplo en su editorial del 3 de julio de 2008:

El 'escrache' es un acto de violencia moral contra personas o instituciones. Es un arma definitivamente inconciliable con el respeto de la dignidad del otro y, muchas veces, un ataque a su propia intimidad". 

Por su parte Aníbal Fernández, jefe de gabinete de la presidenta Cristina Fernández de Kirchner, manifestó tener "una posición al respecto de lo que significan los escraches, sea a la señora Mirtha Legrand, sea a un dirigente de derecha, de izquierda o del hiperespacio: cualquier gesto de esas características tiene un tinte pseudo nazi"

En 2017 la gobernadora de la provincia de Buenos Aires por Cambiemos, María Eugenia Vidal, fue criticada tras llamar a escrachar a un consejero de la magistratura por haber votado contra la destitución de un juez.

### España
El diario ABC que, al contrario de lo que afirma el presidente del Tribunal Supremo Español, ya en 2011 opinó que la protesta en la calle estaba "fuera de la ley", considera que las concentraciones frente a domicilios de diputados del Partido Popular promovidas por la Plataforma Afectados por la Hipoteca (PAH) son un "acoso salvaje".
La delegada del Gobierno en Madrid, Cristina Cifuentes, ha afirmado que los escraches son "incompatibles con la democracia", en ellos se ejerce "la amenaza y la coacción y la intimidación organizada" y son "un fenómeno aislado y pasajero" porque "la inmensísima mayoría del pueblo español está en contra" de ellos. También ha afirmado que miembros y dirigentes de la PAH han apoyado a grupos "proetarras", que las acciones contra los desahucios son "lucha callejera hasta llegar casi a la kale borroka" y que la PAH lleva a cabo "una estrategia política radical" con intereses políticos oscuros detrás usando "la violencia y la coacción" contra los políticos del Partido Popular.
La secretaria general del Partido Popular, María Dolores de Cospedal, ha calificado los escraches como "nazismo puro" y reflejo de "un espíritu totalitario y sectario" propio de la década de los treinta y de los años previos a la Guerra Civil. También ha afirmado que suponen un intento de "tratar de violentar el voto" y las reglas de la representatividad democrática.
La Asociación de Jueces y Magistrados Francisco de Vitoria considera que "es delito intimidar en el domicilio a una persona o a sus familiares, o hacer una concentración en el domicilio. Eso es una coacción" y aprecia "indicios delictivos" en los escraches. Según algunos juristas, algunas afirmaciones realizadas contra los políticos durante los escraches serían constitutivas de delitos contra el honor o la dignidad personales o posibilitarían una demanda de protección civil del honor.

### Venezuela
Son muchas las críticas, que se han despertado a partir de eventos donde los objetos de escrache son directamente los familiares de los funcionarios públicos. “Si bien esas acciones no son justificables, son perfectamente entendibles”, explicó el psicólogo social y ahora coordinador del equipo político de la Mesa de la Unidad Democrática, Ángel Oropeza.